# Blakely Island
Pour les articles homonymes, voir Blakely.

Blakely Island  est l'une des îles San Juan située dans le comté de San juan de l'État de Washington, aux États-Unis.
C'est la sixième plus grande île couvrant une superficie de 16,85 km2. Il est séparé de Cypress Island à l'est par le détroit de Rosario. La population était de 56 habitants permanents au recensement de 2000.
L'accès se fait uniquement par bateau ou ferry privé à la marina à la pointe nord de l'île. Il existe également une piste d'atterrissage privée à l'usage exclusif des propriétaires.  L'île est vallonnée et fortement boisée, avec peu de routes ou de chemins entretenus. Il y a deux lacs d'eau douce au centre de l'île 
L'île Blakely a été nommée par Charles Wilkes lors de l'expédition Wilkes de 1838-1842, en l'honneur de Johnston Blakeley, commandant de la marine pendant la guerre anglo-américaine de 1812. 

## Source
- (en) Cet article est partiellement ou en totalité issu de l’article de Wikipédia en anglais intitulé « Blakely Island, Washington » (voir la liste des auteurs).